# F.M. Einheit
F.M. Einheit, de son nom de naissance Frank-Martin Strauß, est un batteur et un producteur de musique allemand, né le 18 décembre 1958 à Dortmund.

## Biographie

### Années 1980
Né à Dortmund, Frank-Martin Strauß a grandi à Bochum, où il s'implique dans le groupe Bertha & Friends aux côtés d'Uwe Fellensiek. Il y est percussionniste, en particulier au conga et au tambourin à clochettes. Du 25 au 27 août 1978, il se rend au festival Umsonst und draußen à Vlotho (NRW) où il assiste à un concert du groupe punk hambourgeois Abwärts mené par Frank Ziegert. Il décide de quitter l'école à 19 ans et de les rejoindre. Ils partent en tournée avant d'avoir sorti un seul album. Du 8 au 16 octobre 1980, ils feront la première partie des Cure. Deux albums suivront : Amok Koma en 1981 et Der Westen ist einsam en 1982.
Mais Strauß s'est impliqué entre-temps dans d'autres projets : il est batteur du groupe hambourgeois Palais Schaumburg, et surtout du groupe berlinois Einstürzende Neubauten qu'il a rejoint pour l'album Kollaps en même temps qu'Alexander Hacke et Mark Chung. Avec ces deux derniers, il intégrera également en 1982 le groupe hambourgeois de Mona Mur.
C'est dans ces années qu'il devient F.M. Einheit, bien qu'il soit également surnommé Mufti. Il aura une grande influence dans Einstürzende Neubauten aux côtés de Blixa Bargeld. Il pousse avec lui assez loin l'expérimentation musicale, s'inspirant des matériaux de chantiers comme les perceuses pour créer de nouveaux sons. Ses performances scéniques très énergiques seront aussi remarquées, notamment quand il détruira la scène ou y mettra le feu.
En 1983, Abwärts se dissous une première fois, et Einheit déménage pour un an à Londres.
En 1984, lui et Alexander Hacke jouent dans le film cyberpunk Decoder aux côtés du beatnik William S. Burroughs et de l'autre légende venu d'Angleterre de la musique industrielle : Genesis P-Orridge. Les deux compères partent également en tournée américaine avec Einstürzende Neubauten à la suite de la sortie de Strategien gegen Architekturen.
En 1986 il collabore avec Diamanda Galás pour son album Saint of the Pit et Rio Reiser pour König von Deutschland. Sa fille Amanda König naît la même année et Einheit s'installe en Bavière.
Entre 1988 et 1989, il était membre de l'éphémère groupe Vladimir Estragon aux côtés d'Alfred 23 Harth. L'unique album du groupe, Three Quarks For Muster Mark, sort en 1989.

### Années 1990 et 2000
Abwärts se reforme pour l'album Ich sehe die Schiffe den Fluß herunter fahren en 1990 où Einheit participe. La même année, il s'associe aux deux musiciennes des Rainbirds Katharina Franck et Ulrike Haage pour un projet du nom de Stein.
Chemin faisant, Einheit commence à produire des artistes comme KMFDM en 1989, Goethes Erben en 1996 pour Schach ist nicht das Leben ou Station 17 en 1997 pour Scheibe.
Il s'intéresse de plus en plus au théâtre et à la musique de scène et devient compositeur et metteur en scène pour Peter Zadek, Wolf Seesemann, Werner Schwab ou Hasko Weber. Il commence également à s'impliquer dans la tradition allemande du théâtre radiophonique avec le munichois Andreas Ammer (ils publient entre autres Radio Inferno (1993), Apocalypse live (1994), Deutsche Krieger Tonträgeroper (1996) et Crashing Aeroplanes (2002)). Leur travail sera plusieurs fois récompensé par des prix.
Après Tabula rasa et une dernière tournée mondiale avec Einstürzende Neubauten, il quitte le groupe en 1995. Il évoque des différends avec Blixa Bargeld sur les nouvelles directions à donner au groupe. « J'en ai eu assez. Les nouveaux bâtiments ne s'effondraient plus et c'est pour ça que je suis parti », dit-il en clin d'œil au nom Einstürzende Neubauten, les « Nouveaux Bâtiments qui s'effondrent ». Il a depuis déclaré que la musique du groupe industriel s'était très adouci depuis son départ.
De 1998 à 2002, il s'associe à la chanteuse danoise Gry Bagøien pour sortir deux albums The Touch Of E! (1998) et Public Recording (2000). Gry est un groupe de musique électronique avec des éléments de trip hop et beaucoup de boucles et d'échantillonnage.
Il joue dans plusieurs films d'Uli M Schueppel, qui avait déjà collaboré maintes fois avec Einstürzende Neubauten.
Il a retrouvé Mona Mur en 2013, avec laquelle il a sorti l'album Terre haute.
En 2019, il reçoit le Prix Günter Eich.

## Vie privée
Frank-Martin Strauß est le frère de l'acteur Ralf Richter.

## Discographie
- 1990 : Stein
- 1992 : Steinzeit (Stein: FM Einheit/Ulrike Haage)
- 1993 : Prometheus/Lear
- 1993 : Radio Inferno (FM Einheit/Andreas Ammer)
- 1994 : Königzucker (Stein)
- 1994 : Merry Christmas (FM Einheit/Caspar Brötzmann)
- 1995 : Apocalypse Live (FM Einheit/Andreas Ammer/Ulrike Haage)
- 1996 : Deutsche Krieger (FM Einheit/Andreas Ammer)
- 1996 : Sensation Death
- 1998 : Odysseus 7 (FM Einheit/Andreas Ammer/Ulrike Haage)
- 1998 : Goto (Ulrike Haage/Phil Minton/FM Einheit)
- 2000 : Frost 79° 40' (FM Einheit/Andreas Ammer/Gry/Pan Sonic)
- 2002 : Crashing Aeroplanes (FM Einheit/Andreas Ammer)
- 2006 : Echohce (FM Einheit/Jamie Lidell/David Link/Saskia v. Klitzing/Volker Kamp)
- 2008 : The Sallie House (Michael Esposito/FM Einheit)
- 2009 : No Apologies (FM Einheit/Hans-Joachim Irmler)
- 2010 : Evol/Ve (FM Einheit/Massimo Pupillo)
- 2011 : Spielwiese 3 (Hans-Joachim Irmler/FM Einheit/Ute Marie Paul/Katie Young)
- 2013 : Terre Haute (FM Einheit/En Esch/Mona Mur)

Voir aussi la discographie de F.M. Einheit avec Einstürzenden Neubauten (1982 à 1995)

## Filmographie
- 1984 : Decoder, de Muscha
- 1997 : Der Platz, d'Uli M Schueppel
- 1997 : Im Platz, d'Uli M Schueppel
- 2008 : Der Tag, d'Uli M Schueppel
- 2009 : Die Narbe, Westberlin (West), de Burkhard von Harder